# Oupouaout

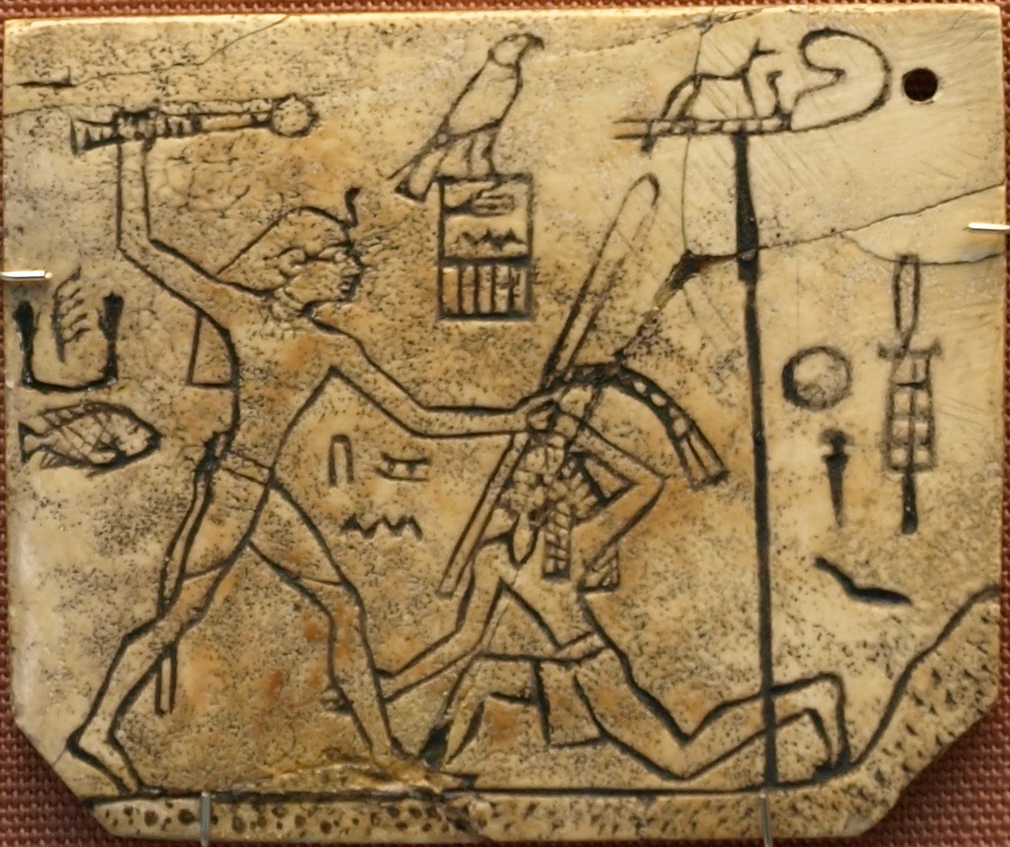
Étiquette de jarre en ivoire représentant le pharaon Den abattant un ennemi de l'Égypte. Devant lui figure un grand pavois d'Oupouaout.

Oup(y)-ouaout ou Oupouaout, dont le nom signifie « Celui qui ouvre les chemins », est, dans la mythologie égyptienne, le dieu tutélaire de la ville d'Assiout (Saout), capitale du XIIIe Nome de Haute-Égypte. On le représente le plus souvent en tête des cortèges d'enseignes car en tant que dieu « éclaireur » il a pour fonction principale d'écarter symboliquement toute force hostile sur le chemin des processions royales ou divines.
Il est associé à la protection de la personne royale puis à celle de la « Terre Sacrée » de la ville sainte d'Abydos et donc aux dieux canidés gardiens des lieux Khenty-Imentiou et Anubis.
Son nom d'origine est vraisemblablement Sed(y) signifiant « Celui à la queue », caractéristique physique la plus remarquable de l'animal lui conférant sa silhouette particulière et aussi allusion à l'utilisation de la queue du canidé dans le costume de chasse aux époques préhistorique et prédynastique.
Oupouaout devient parfois Oupouaout-Rê, lorsqu'il remplit le rôle de Rê dans un lieu ou d'une manière particulière. Il est parfois aussi représenté dans la barque solaire, ayant les fonctions de Rê. Oupouaout-Rê s'écrit, en hiéroglyphe, de la même manière qu'Oupouaout mais en rajoutant le disque solaire, symbole du dieu soleil.
Plus de six-cents stèles votives lui sont dédiées. Elles ont été découvertes dans la tombe de Salakhana à Lycopolis et elles dateraient du Nouvel Empire.
Oupouaout aurait comme père Anubis, et plus tard Osiris et Isis comme parent. On lui attribue parfois aussi Seth et Nephtys. Il serait, également, le frère d'Horus l'Enfant et d'Anubis.[réf. nécessaire]

## Iconographie
Oupouaout est figuré sous l'aspect d'un canidé dont les dernières études génétiques tendent à prouver qu'il s'agit d'un loup gris,. Les anciens grecs hellénisèrent ainsi le nom d'Assiout en Lycopolis, « La ville du Loup ».
Le dieu présente les mêmes caractéristiques extérieures qu'Anubis mais est représenté debout sur ses pattes, alors qu'Anubis est plutôt figuré couché.
L'animal est donc dressé, les pattes jointes, sur son pavois constitué lui-même d'une planchette étayée par une traverse oblique reliée à un mât porté à bout de bras. Ce pavois est orné à l'avant d'un renflement épais (le shedshed) et/ou d'un uræus.
Sur certaines représentations ornant le cintre des stèles votives d'Abydos au Moyen Empire, Oupouaout est figuré couché sur son pavois, à l'instar d'Anubis.
Quant aux représentations anthropomorphes, elles sont beaucoup plus rares et postérieures aux premières dynasties. Le dieu y conserve presque toujours sa tête de canidé.
La personnalité d'Oupouaout est scindée en deux : un Oupouaout de la Haute-Égypte, un autre de la Basse-Égypte ; il est aussi de ce fait appelé « Ouvreur du Double pays » et représente l'unification de la Haute et Basse-Égypte.
Une parèdre lui est parfois adjointe, simple féminisation de son nom Oupet-ouaout : « Celle qui ouvre les chemins ». Elle ne joue aucun rôle significatif en dehors de celui, nécessaire, du complément féminin du dieu.

## Premier symbole des ancêtres royaux

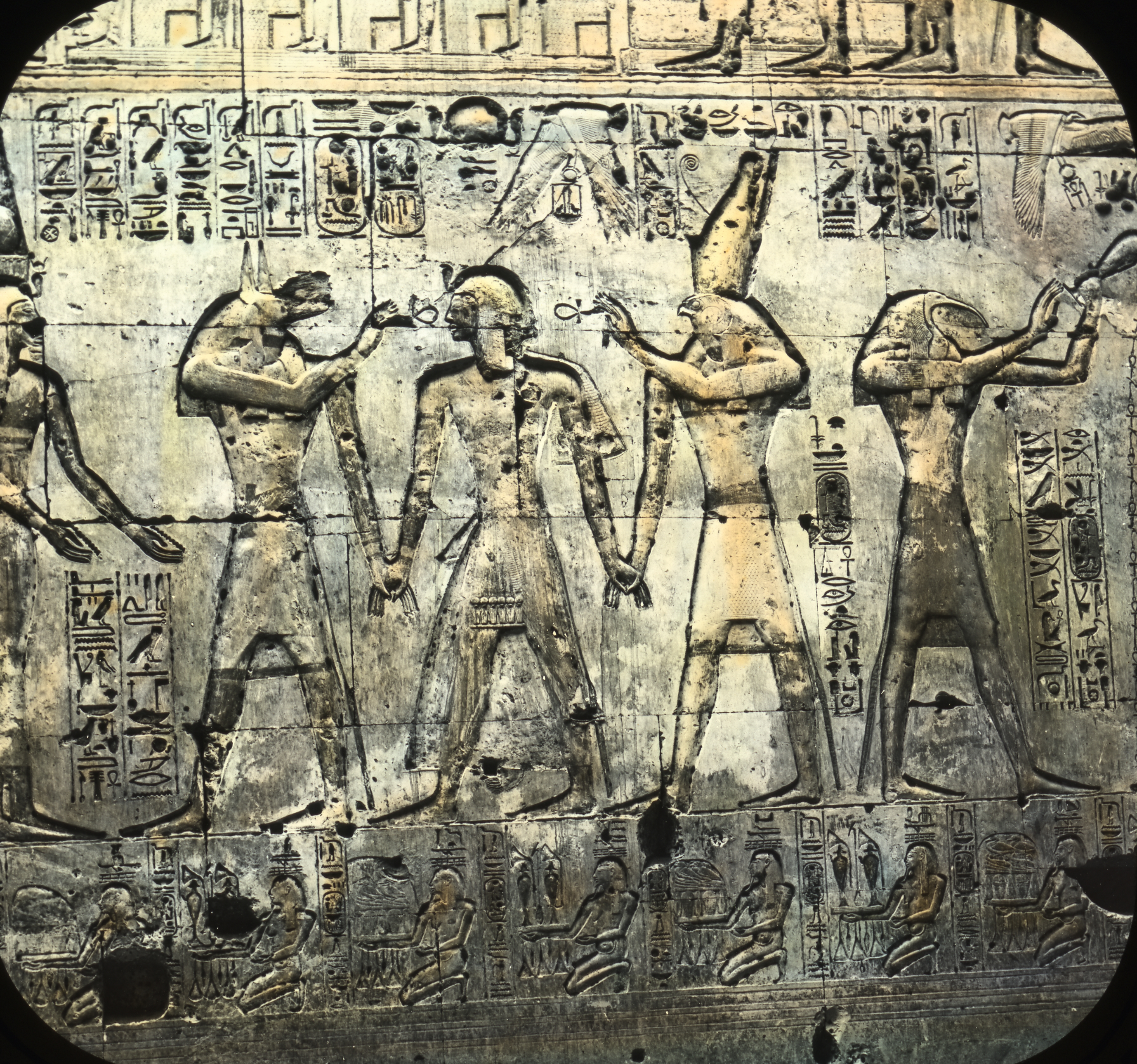
Le dieu Oupouaout figuré sous sa forme anthropomorphe accompagnant avec le dieu Horus Ramsès II - Abydos.

Il figure parmi les plus anciennes divinités étendards représentées sur les objets cultuels prédynastiques (palettes, plaquettes et sceaux).
Son enseigne, souvent dédoublée en celle de l'Oupouaout de Haute-Égypte et celle de l'Oupouaout de Basse-Égypte, selon la dichotomie habituelle chez les anciens Égyptiens pour décrire leur pays, se trouve en tête du cortège d'enseignes divines nommées Suivants d'Horus (Shemsou-Hor) et désignant les antiques successeurs d'un prestigieux roi Horus (Période Prédynastique/Nagada III) dont le nom servit à fonder la titulature des pharaons (premier nom de la titulature qui en comprendra cinq).
Oupouaout fut ainsi associé à la notion d'ancestralité royale. On le voit fréquemment présider le double cortège des Âmes de Nekhen, divinités anthropomorphes à tête de pseudo chacal symbolisant les antiques rois du royaume préhistorique de Haute-Égypte, et des Âmes de Bouto, divinités symétriques aux premières, à tête de faucon et incarnant les ancêtres royaux de la Basse-Égypte.
Ce double cortège divin est figuré en train d'encadrer et d'acclamer le pharaon intronisé sur le double kiosque de la fête-Sed dans une sorte de rite de consécration monarchique.

## Fêtes en l'honneur d'Oupouaout
Une « Sortie d'Oupouaout » (ou « Première Sortie ») est attestée à Abydos probablement le 18e jour du mois de Thout ou de Khoiak lors de la saison Akhet. Oupouaout serait alors dressé sur son pavois devant la barque nechmet de son père Osiris et repousserait les attaques du dieu Seth. Et pendant le 1er jour épagomène, il se passerait une procession où Oupouaout partait de Lycopolis et allait jusqu'à Anubis de Ro-Qereret (la nécropole de cette même ville).

## Oupouaout, premier dieu tutélaire de la royauté?
De récentes découvertes dans des sites préhistoriques égyptiens semblent confirmer la prépondérance du modèle d'organisation des lycaons pour les sociétés tribales de la période néolithique.
Les premiers habitants de la vallée du Nil furent sans doute frappés par les mœurs grégaires de ces canidés sauvages organisés en bandes fortement structurées et par leur tempérament commensal de l'homme, à une époque où les groupes humains s'organisaient et se hiérarchisaient, faisant émerger la notion de chefferie.
À l'état sauvage, ces canidés, assimilables aux chacals, pratiquent dans la savane une technique de chasse conjuguée collective, rabattant le gibier vers les lionnes afin de se partager les restes du festin laissé par ces dernières. Cette particularité suscita probablement l'intérêt croissant des groupes de chasseurs avec lesquels ils partageaient le même territoire de chasse. On peut imaginer qu'ils suivirent les chasseurs nomades dans leurs pérégrinations, rabattant pour eux le gibier tant convoité et se contentant des carcasses laissées près des foyers.
Petit à petit la collaboration distante fit place à un rapprochement de plus en plus étroit et sans doute consenti, amorçant un processus de domestication non prédatrice (la consommation de la viande de canidé se limitant, pour l'Ancien Empire à celle des hyènes).
C'est sans doute cette spécificité qui fit de ce pseudo chacal le premier auxiliaire cynégétique de l'homme et l'emblème archaïque de la chefferie puis du pouvoir royal lui-même. À la période préhistorique où la survie des clans dépendait étroitement du produit de la chasse, cet auxiliaire canin fut progressivement associé à la personne et à la fonction du chef, chasseur émérite par nature. L'enseigne d'Oupouaout et ses attributs cynégétiques en sont peut-être la codification matérielle protohistorique puis historique.
Sur un bas-relief fragmentaire provenant du complexe funéraire du pharaon Niouserrê à Abou Ghorab (Ancien Empire, Ve dynastie), certains ritualistes sont coiffés de dépouilles de canidés. Ce costume tout à fait inhabituel, constituant un exemple unique dans tout le fond iconographique de la Fête-Sed, est sans doute la survivance matérielle d'un antique rituel préhistorique associant la force potentielle du canidé avec la personne physique du chef de chasse, futur pharaon.
Cet élément confirme l'archaïsme du rituel jubilaire. En effet, à la période historique, le canidé ne figure jamais comme victime sacrificielle, en Égypte mais aussi sur tout le continent africain où le sacrifice d'un chien est tabou sinon exceptionnellement motivé et jamais à des fins alimentaires.
De nombreux indices renforcent l'hypothèse selon laquelle un très ancien chien de chasse divinisé, peut-être nommé Sed, fut à l'origine de la future Fête-Sed des temps protohistoriques et historiques, à une époque reculée où celle-ci s'apparentait à une chasse de qualification destinée à désigner le nouveau et jeune chef de la tribu.
Après avoir sacrifié et inhumé l'ancien chef, devenu trop âgé et dont le vieillissement compromettait symboliquement la pérennité du clan -le corps du chef, puis du pharaon, étant symboliquement identifié à l'ensemble du territoire- on désignait ainsi son jeune remplaçant.
L'enseigne du dieu est très fréquemment associée à une autre qu'elle surmonte, plus petite et plus mystérieuse, que l'on attribue généralement au dieu de la lune, Khonsou, par analogie au nom donné à cette enseigne, « Khenes » avec le nom « Khonsou ». Elle représente une sorte de sac (?) ou d'outre (?) à double renflement ou, plus vraisemblablement un placenta humain très stylisé, si l'on se réfère à l'étymologie supposée du nom de Khonsou. Les égyptiens considéraient le placenta comme le jumeau mort-né de chaque humain.
Il était l'objet d'un culte funéraire royal dès l'époque des pyramides (voir le rôle supposé des pyramides satellites). L'astre lunaire étant lui-même le double nocturne mort-né du Soleil, l'enseigne en question (pseudo placenta/emblème de Khonsou) devrait être interprétée comme un symbole de régénération gestative ou latente, fort utile pour la Fête-Sed destinée au renouvellement du corps royal à laquelle préside notre dieu étendard Sed-Oupouaout.
Anubis, l'autre grand dieu « chacal » est lui aussi associé à un très archaïque fétiche gestatif, l'Imy-ut, sorte de peau (de canidé ?) acéphale cousue contre une hampe et ornée.
Le glissement sémantique de l'enseigne d'Oupouaout vers une signification funéraire/régénérative procède vraisemblablement de cette proximité avec l'enseigne du pseudo placenta, au point que celle-ci devient un attribut du dieu, au même titre que les antiques armes de chasse évoquées ci-dessus.

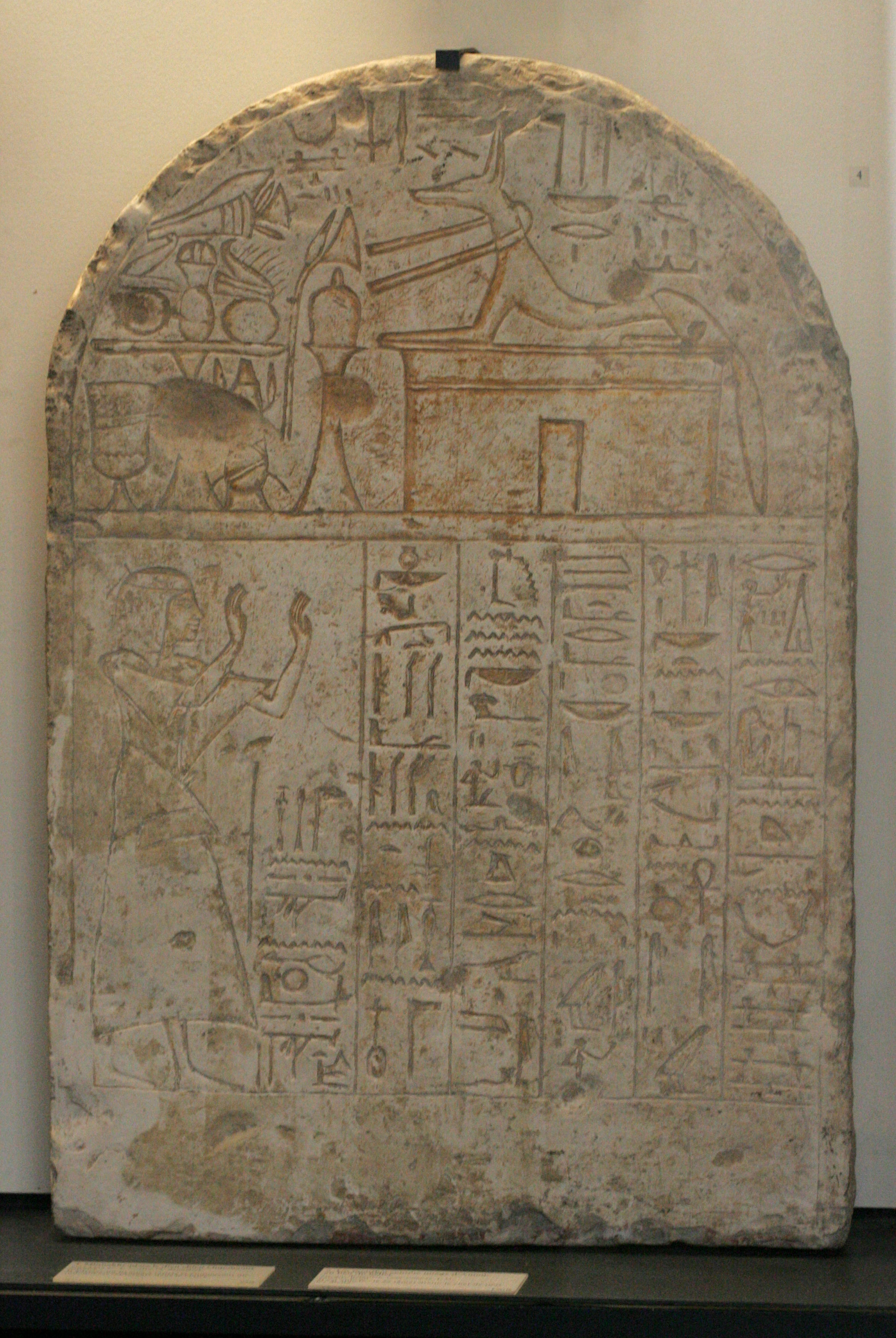
Le dignitaire Minnakht faisant une prière à Oupouaout figuré sous la forme d'Anubis.

C'est ainsi qu'Oupouaout put prendre place parmi les dieux d'Abydos, ville sainte du dieu Osiris. Oupouaout y est très fréquemment représenté sur les cintres des stèles ornant les chapelles votives du Moyen Empire et cité dans l'énumération des divinités invoquées par les prières qui y sont inscrites.
Son rôle recouvre là encore une symbolique territoriale, Oupouaout étant chargé de protéger « La Terre Sacrée » (ta-djéser), en compagnie de son comparse Anubis, avec lequel il partage l'apparence de pseudo-chacal et auquel il s'assimile au cours des âges. Cette assimilation fut facilitée par le fait que le dieu tutélaire primitif d'Abydos était lui-même un pseudo chacal Khenty-imentiou « Celui qui est à la tête des Occidentaux (= des défunts) ».
À l'aube de la période historique (-3200), le nom de Sed fut remplacé par l'épithète principale du dieu étendard en tête des processions d'enseignes divines : Oup(y)-ouaout « Celui qui ouvre les chemins ». Le nom de Sed subsista uniquement pour désigner le rituel jubilaire tout entier.
Dès lors, on comprend mieux pourquoi Oupouaout demeura pendant toute l'histoire de l'Égypte pharaonique le principal ordonnateur divin de la Fête-Sed, elle-même originellement chasse de qualification symbolique ritualisée et enrichie d'apports théologiques complexes au fil des siècles, au fur et à mesure que la fonction royale se complexifiait, rendant de plus en plus opaque l'origine préhistorique du rituel et rigidifiant le rôle d'Oupouaout au point de le reléguer au rang de simple étendard exhibé en tête des processions y compris en dehors de la Fête-Sed.
Oupouaout, gardien de la personne royale par la prime fonction cynégétique -donc terrienne- du chef de clan, fut détrôné, à partir de la période thinite par des divinités plus sophistiquées, tel Horus, plus en harmonie avec une conception désormais céleste et universelle de la souveraineté.
Mais la Fête-Sed conserva toujours la mémoire du dieu Oupouaout, en tant que divinité royale protectrice de la personne du pharaon de tout premier plan, jusqu'à la fin du paganisme, les bas-reliefs ptolémaïques en faisant foi.
Par parenté de fonction entre la chasse et la guerre, apanage aristocratique, Oupouaout devint également un auxiliaire royal guerrier. Son enseigne, en tête des cortèges militaires, ouvre souvent la voie au pharaon partant guerroyer pour la gloire de l'Égypte. Assiout, dont il était le dieu tutélaire, a longtemps eu un rôle stratégique en Moyenne-Égypte. Elle était une ville de garnison, comme en témoignent le contenu des tombes qui y furent mises au jour ainsi que les inscriptions du nomarque Hâpydjéfaï (XIIe dynastie) qui commandait également la garnison nubienne de Kerma.

## Rôle d'Oupouaout dans la Fête-Sed

Étendard avec une image du dieu Oupouaout, entre 722 et 332 av. J.-C., Musée égyptologique de Turin

Associé originellement à la fonction cynégétique royale, notamment dans les textes des pyramides sous le nom de Sed (litt. celui de la queue), il préside au cérémonial du même nom fête-Sed, c'est-à-dire au jubilé pharaonique, où il accompagne le roi dans l'accomplissement des rites majeurs, souvent les plus anciennement attestés par les représentations, tels que la course entre les deux bornes symbolisant la prise de possession territoriale de l'Égypte par le roi régénéré par le rite.
Cette course se déroule dans un lieu appelé Sekhet « le champ de joncs / la prairie » évoquant cet espace giboyeux situé entre les marécages et les champs cultivés et qui fut très longtemps un territoire de chasse idéal.
La présence de l'enseigne de ce dieu manifeste ici toute la dimension territoriale du pouvoir pharaonique sur l'Égypte et, lors du rite final du tir à l'arc dans les quatre directions cardinales, sur le Monde entier.
La palette prédynastique dite « Palette de la Chasse » représente un groupe de chasseurs archers portant une queue postiche de canidé accrochée à l'arrière du pagne. On retrouve à la période historique cette queue postiche accrochée au pagne pharaonique de la fête-Sed mais devenue queue de taureau, expression de la puissance fertilisatrice du roi régénéré par le rituel jubilaire dans une Égypte sortie d'une économie de la chasse et devenue un véritable empire agricole. La fonction nourricière du roi a permis l'incursion d'éléments et rites agraires dans la Fête-Sed, élargissant ainsi le domaine initial strictement cynégétique de cette cérémonie séculaire.
C'est tout naturellement que l'enseigne d'Oupouaout encadre le double kiosque jubilaire où trône le pharaon régénéré, rite essentiel de la Fête-Sed qui exprime l'emprise du roi sur son royaume, initialement territoire de chasse du chef préhistorique.
Des armes de chasse (arc, flèches, massue, propulseur et armes de la déesse sauroctone Mafdet) accompagnent souvent l'étendard divin d'Oupouaout, de préférence lors de la Fête-Sed, confirmant la primauté de ce dieu et, sans doute, l'origine cynégétique même du jubilé ; le nom même du dieu Sed ayant été donné à l'ensemble du rituel jubilaire, le terme Oupouaout n'étant vraisemblablement à l'origine que l'épithète principale du dieu désignant sa fonction principale.
On plonge ici aux sources préhistoriques de la fonction pharaonique et à certains liens culturels paléo-africains de cette dernière. C'est pourquoi il convient de demeurer prudent sur les hypothèses que l'on avance à ce sujet.
Avec le temps, la fête-Sed s'enrichit d'épisodes à connotation cynégétiques dérivées impliquant, outre la tutelle de l'enseigne d'Oupouaout, celle d'autres entités divines ou acteurs symboliques exprimant la puissance physique du pharaon, comme chasseur pourfendeur des forces destructrices de l'univers et, par extension, comme guerrier.
On peut citer notamment les rites cynégétiques suivants dont certains sont plus ou moins directement mis en relation avec la fête-Sed :
- la course royale dans la Sekhet délimitée par les bornes symboliques du territoire (de chasse et ensuite de l'Égypte elle-même) ;
- le tir à l'arc dans les quatre directions cardinales (prise de possession symbolique de l'univers par le pharaon régénéré) ;
- la chasse aux oiseaux au filet (rite tardif, d'époque ptolémaïque) ;
- la chasse à l'hippopotame au harpon (au temple ptolémaïque de l'Horus de Behedet à Edfou où l'hippopotame est assimilé à Seth). Le rite cynégétique du harponnage est aussi en rapport avec la personnalité d'un dieu héron harponneur (de poissons cette fois-ci) vénéré dans l'antique capitale préhistorique de Bouto puis mis en relation avec la fonction cynégétique de l'Horus de Mesen, dans le delta, honoré lui aussi à Edfou (la Mesen du Sud).

## Rôle d'Oupouaout dans les textes des pyramides
Le dieu intervient sous cinq appellations :
- sous son nom même d'Oup-ouaout (Wp-wȝwt) ;
- sous son diminutif d'Oupiou (Wpiw) ;
- sous l'appellation de « chacal » (sȝb) ;
- sous l'appellation de « chacal du sud » (sȝb smˁw) ;
- sous l'appellation de « maître d'Assiout » (nb Sȝwt).

Oupouaout y est principalement associé à la notion d'élévation dans l'espace. Il assiste le pharaon défunt dans son ascension au ciel. Pour cela, il l'aide à s'envoler ou lui prête son identité.
Cette utilisation peut surprendre de la part d'un dieu chacal, animal terrestre voire chtonien, dans les cas des dieux funéraires Khenty-imentiou et Anubis. On aurait pu s'attendre à ce que ce soit une hypostase animale aérienne - un oiseau - qui soit sollicitée. Mais, en dehors de l'étymologie du verbe wp(i), à l'origine du nom d'Oupouaout (cf. Pyr.463 a / W.571 ci-après), il ne faut pas oublier que des armes de jets aériennes lui sont associées : arc, flèches et propulseur.
C'est ainsi qu'il prête volontiers main-forte à des entités divines incarnées par des oiseaux (cf. Pyr.126 b-c / W.187 [l'aigrette appelée Sdȝ] ; Pyr.1900 c / N.870 et Pyr.1979 a-b / N.762 [le faucon Horus]) ou encore au dieu Shou, symbole de l'espace aérien lui-même Pyr.1066 c (p. 220).

### Mentions d'Oupouaout sous son nom même d'Oup-ouaout
On utilise ci-dessous l'abréviation « Pyr. » pour textes des pyramides.
- Pyr.126 b-c (W.187) : Oupouaout est mis en parallèle avec l'oiseau mythique Sdȝ, aigrette des marais et source de terreur (pour les ennemis du pharaon). L'ensemble de la métaphore sert à exprimer le nouveau et irrésistible pouvoir du roi défunt qui s'élève au ciel.
- Pyr.463 a (W.571) : Oupouaout sert de vecteur céleste au ba royal. Le Shed-shed (protubérance placée à l'avant de l'enseigne du dieu) désigne ici l'endroit où la voute céleste se sépare / se coupe de la terre, c'est-à-dire l'espace aérien lui-même (le verbe wp(i), à la base du nom d'Oupouaout signifie précisément « séparer en scindant »)
- Pyr.1066 c (p. 220) : Oupouaout s'associe au dieu de l'air, Shou, et à sa parèdre, la déesse de l'humidité, Tefnout, pour protéger le pharaon défunt dans son ascension céleste.
- Pyr.1090 a-d (p. 257) : Oupouaout s'associe au dieu Shou et aux « Âmes d'Héliopolis » (entité collective générique d'essence solaire désignant les ancêtres royaux du roi défunt) qui bâtissent pour le roi défunt les marches d'un escalier destiné à son ascension céleste (l'infrastructure des pyramides royales de l'Ancien Empire adopte souvent un profil en escalier, la pyramide elle-même étant comparée à un immense escalier permettant l'ascension symbolique de l'âme du pharaon au ciel).
- Pyr.1099 c (N.870) : ce passage du verset osirien 482, montre le pharaon vengé, tel Osiris, conduit au ciel par Horus. Il est transformé en Oupouaout afin d'exprimer le caractère irrésistible et victorieux de cette montée aux cieux. Le verset 670 en donne une version assez altérée en Pyr.1979 a-b (N.762).
- Pyr.455 a (W.564) : le pharaon défunt se dresse (au ciel) comme l'enseigne d'Oupouaout.
- Pyr.953 c (M.299) : Oupouaout s'associe aux étoiles circumpolaires (dȝtyw) et au dieu Rê pour élever le roi défunt au ciel. Le séjour de l'âme du roi défunt dans les étoiles circumpolaires se réfère à un stade primitif (périodes protohistorique, thinite et IIIe dynastie) des croyances funéraires où dominait une conception stellaire de l'Au-delà, avant que ne se substitue (au début de la IVe dynastie) une conception solaire, symbolisée ici par la présence du dieu Rê. Ce passage porte la trace des deux.
- Pyr.1011 a (p. 204+3) : l'âme du roi défunt est placée à son point culminant d'élévation céleste et est alors identifiée à Oupouaout ; cf. également Pyr.1374 a-c (M780-781), Pyr. 1638 b (M.171) et Pyr.1379 c (p. 616).
- Pyr.769 d (N.30) : Oupouaout prête son visage (sa « face vivante ») au roi défunt, lui conférant un surcroît d'être ; cf. Pyr.1304 c-d (p. 565), Pyr.1287 b-c (p. 541-542) et Pyr.2262 a (JP II, 1055 + 74). Dans ces deux variantes, Oupouaout peut prêter son image entière au roi défunt, parfois en association avec Anubis.
- Pyr.2031-2032 a-b (N.878-882) : Oupouaout est mis ici en parallèle avec Horus en tant que « fils du Grand » (c'est-à- dire fils aîné d'Osiris), assimilé au pharaon défunt. Il a la charge d'ouvrir le flot (ou fluide) vital d'Osiris, source de résurrection.

### Mentions d'Oupouaout sous son diminutif d'Oupiou
- Pyr.1927 c (N.751) : Oupouaout, sous son diminutif d'Oupiou, prête son identité au roi défunt qui traverse la double-porte du ciel et du Kbhw. Le dieu incarne ici la notion d'âme-ba, contrepartie mobile céleste de la notion de puissance terrestre shm ; cf. variante en chiasme en Pyr.1913 b-c (N.719 + 28)

### Mentions d'Oupouaout sous la dénomination de «chacal»
- Pyr.1235 a (p. 451) : le visage (hr) du roi défunt est identifié à celui du « chacal » (Oupouaout).
- Pyr.865 b (M.183) : le torse (hȝt) du roi défunt est identifié à celui du « chacal » (Oupouaout).
- Pyr.1380 c-d (p. 617) : les jambes et les bras du défunt sont identifiés à ceux du « chacal » (Oupouaout).

### Mentions d'Oupouaout sous la dénomination de «chacal du Sud»
- Pyr.1015 c (M.332) : le « chacal du sud » (Oupouaout) fait partie du cortège divin entourant le pharaon défunt.
- Pyr.727 b (T.356) : le roi défunt descend du ciel en tant que « chacal du sud » (Oupouaout), après en avoir franchi la double-porte ; cf. variante en Pyr.1867 b (N.661) : la descente royale annonce généralement l'arrivée du pharaon défunt dans sa demeure céleste et la restitution de sa souveraineté parmi les dieux. Son apparence de « chacal du sud » / Oupouaout et la mention du sanctuaire protodynastique de Haute-Égypte (Pr-wr) renvoient aux origines hiéraconpolitaines de la monarchie égyptienne thinite.

### Mention d'Oupouaout sous son appellation de «maître d'Assiout»
- Pyr.630 a-b (T.275) : Oupouaout est appelé « maître d'Assiout », ville dont il est la divinité poliade, dans ce passage d'essence osirienne. Cette relation entre Assiout et ce texte de résurrection osirienne repose d'une part sur le jeu de mots entre le verbe sȝi (garder) et le nom égyptien d'Assiout, Sȝwt, et, d'autre part, sur le fait que cette cité de Moyenne-Égypte, du fait de sa position géographique, a toujours joué un rôle stratégique, en tant que gardienne de l'accès à la ville sainte d'Abydos, consacrée au culte d'Osiris.

## Lieux de culte principaux d'Oupouaout
Ses lieux de cultes principaux sont Abydos, Lycopolis/(Assiout), Quban, El-Hargarsa, Memphis, Saïs (dans le temple de Neith) et à Héliopolis.
Le sanctuaire principal du dieu à Assiout, en Moyenne-Égypte, n'a jamais pu être découvert, donc fouillé, la ville moderne recouvrant totalement les vestiges de l'antique cité du dieu chacal.
On connaît toutefois un peu l'organisation de son clergé grâce aux fameux contrats funéraires gravés sur les parois de l'hypogée du nomarque Djefaihapy III (XIIe dynastie), à Assiout, dans lesquels le propriétaire de la tombe énumère les clauses lui garantissant les services du clergé du dieu pour son culte funéraire.

### Article lié
- Projet Upuaut